# پریبوی
پریبوی (به صربی: Priboj) یک شهرستان در صربستان است که در ناحیه زلاتیبور واقع شده‌است. پریبوی ۸۸۲ متر بالاتر از سطح دریا واقع شده‌است.